# 크리스티안 리베로스
크리스티안 미겔 리베로스 누녜스(스페인어: Cristian Miguel Riveros Núñez, 1982년 10월 16일 ~ )는 파라과이의 축구 선수로서, 포지션은 수비형 미드필더다. 현재 클루브 리베르타드에서 활약하고 있다.

## 축구인 경력

### 선수 경력
2000년 프로 리그에 데뷔하였고 2006년 파라과이의 명문 클럽 클럽 리베르타드로 이적하였다. 2007년 멕시코의 CDSC 크루스 아술로 이적하며 해외 무대로 진출하였다.
2010년 선덜랜드와 3년 계약을 체결하였다. 2010년 8월 14일 리그 개막전 버밍엄 시티와의 경기 출전 명단에 포함되었으나 시즌이 진행되며 주전 경쟁에서 멀어져 많은 경기에 출전하지 못하였다.
2011년 카이세리스포르로 임대되었다.

### 국가대표 경력
2005년 파라과이 대표팀에 처음으로 소집되었다. 2006년 FIFA 월드컵과 2007년 코파 아메리카, 2010년 FIFA 월드컵 등에 출전하였으며 2010년 FIFA 월드컵때는 슬로바키아와의 조별 예선 경기에서 득점을 기록하기도 하였고, 일본과의 16강전 승부차기에서 세번째 키커로 나가 성공하면서 파라과이의 사상 첫 8강 진출을 이끌었다.
2011년 코파 아메리카에도 주전으로 활약하며 파라과이의 준우승에 기여하였다.

## 같이 보기
- A매치 100경기 이상 출전한 축구 선수 명단